# Salmson
La Société des moteurs Salmson, o più semplicemente Salmson, era un'azienda operante nel settore meccanico fondata dall'imprenditore francese Émile Salmson nel 1890.
Inizialmente si concentrò nella produzione di pompe idrauliche, quindi, dai primissimi anni del Novecento, si dedicò anche alla costruzione di motori aeronautici radiali, principalmente durante la prima guerra mondiale. Successivamente divenne una casa automobilistica, attiva dal 1922 al 1957, attività produttiva con la quale è più nota.
Il marchio sopravvive attualmente in un'affermata azienda che opera nel settore delle pompe idrauliche.

## Storia

### Pompe idrauliche
La Émile Salmson Ing. nacque come produttrice di pompe idrauliche, compressori ad aria e macchinari a vapore, con sede a Boulogne-Billancourt, vicino a Parigi. Artefice della nascita di questa nuova azienda fu appunto Émile Salmson, nato nel 1859 e ultimo discendente di una nota famiglia di artisti dalle cui tradizioni professionali evidentemente si distaccò. Ben presto la Salmson riuscì a costruirsi un'ottima reputazione per l'alta qualità dei suoi prodotti, tanto da divenire in breve tempo il fornitore del Genio Civile, del Genio Militare e delle Ferrovie. L'attività andò avanti anche dopo l'inizio del XX secolo, quando la casa intraprese anche l'attività legata ai motori aeronautici. Nel campo dell'idraulica, la Salmson ha sempre goduto di grande fama, a tal punto da arrivare fino ai giorni nostri, ancora in piena attività. Ma già alla vigilia del XX secolo la denominazione sociale dell'azienda venne cambiata in Émile Salmson & Cie. lngènieurs Constructeurs e la produzione si estese anche agli ascensori idraulici e ai motori a gas e a petrolio: quest'ultimo diverrà nei decenni successivi il principale settore produttivo per la casa di Boulogne-Billancourt.

### Costruzioni aeronautiche

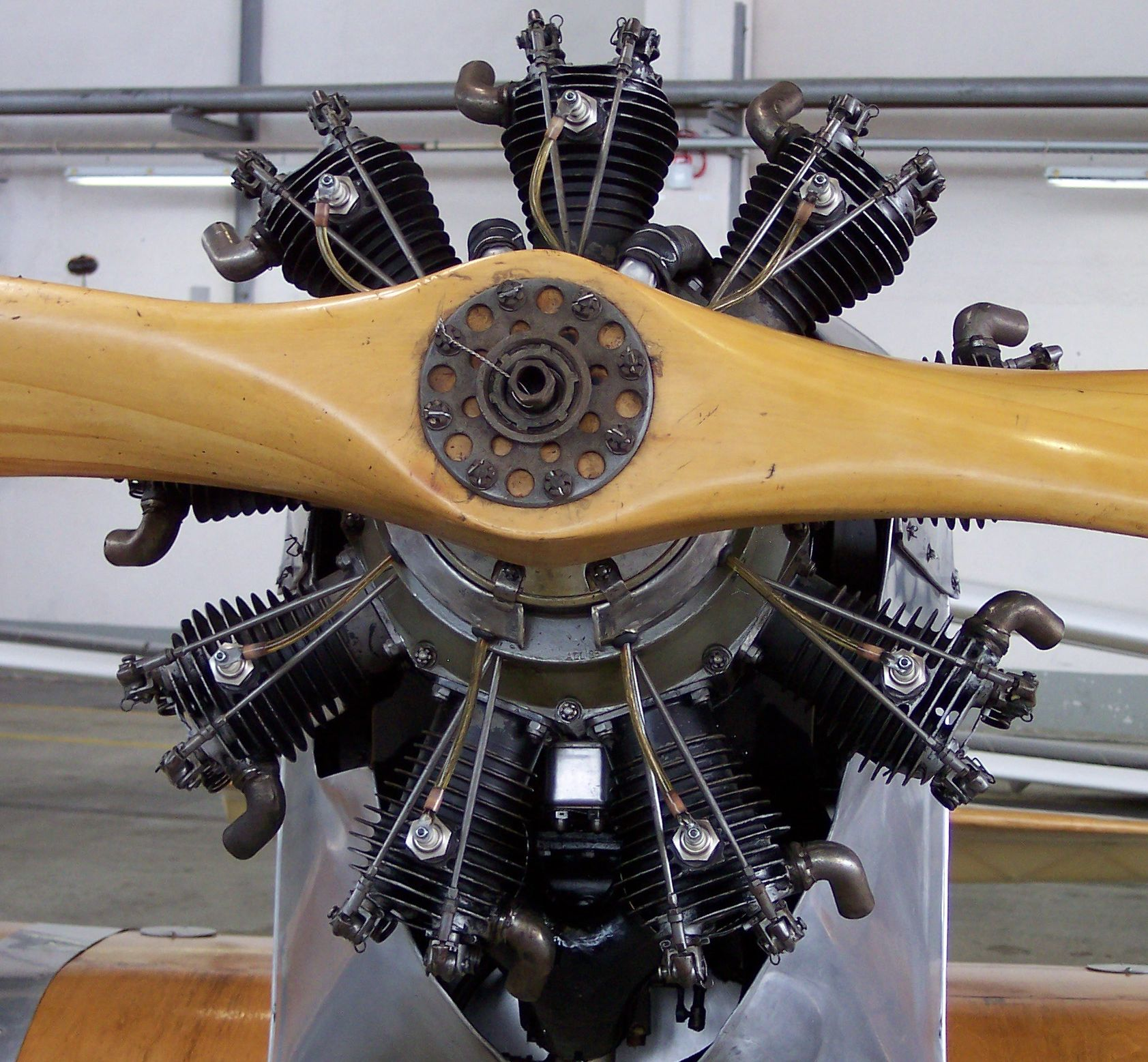
Un motore aeronautico radiale Salmson AD 9 a 9 cilindri prodotto dall'azienda francese

Nel 1907, grazie allo sviluppo impresso al settore dai fratelli Wright, la Salmson decise di estendere il suo campo di interesse al nascente settore aeronautico. In particolare, si specializzò nella produzione di motori radiali con cui entrare sul mercato per equipaggiare i velivoli di nuova produzione. Inizialmente si ebbero difficoltà a causa della necessità, da parte di Émile Salmson e dei suoi collaboratori, di acquisire un'adeguata padronanza nella progettazione di motori aeronautici. Nel 1908 un elicottero progettato dalla Salmson si rivelerà un fallimento, ma nel giro di breve tempo, anche in questo campo la casa di Boulogne-Billancourt seppe costruirsi una solida reputazione, grazie anche ai due ingegneri Georges Canton e Georges Unné. Questi proposero a Émile Salmson il progetto di un motore radiale raffreddato ad acqua, progetto che venne accettato anche se per alcuni anni tale progetto dovette essere ottimizzato e i motori da esso derivanti sottoposti a un'adeguata messa a punto. L'affidabilità ideale di questo propulsore venne raggiunta solo nel 1913, proprio un anno prima dell'arrivo della prima guerra mondiale. Il motore radiale Salmson fu accreditato di una potenza massima di 120 CV, risultando il più potente fra i motori aeronautici francesi all'epoca prodotti. Il settore della produzione di motori aeronautici avrebbe infatti trovato un largo sviluppo allo scoppio della Grande Guerra, quando la rapida crescita dell'arma aerea creò l'esigenza della fornitura di sempre più elevate quantità di velivoli per equipaggiare le aeronautiche militari sui due fronti e quindi, di conseguenza, di propulsori a cui destinarli. Per questo l'azienda venne scissa in due realtà industriali: accanto a quella originaria, sempre specializzata in piccoli macchinari, venne fondata la Société des Moteur Salmson, che si occuperà solamente della produzione di motori aeronautici. 

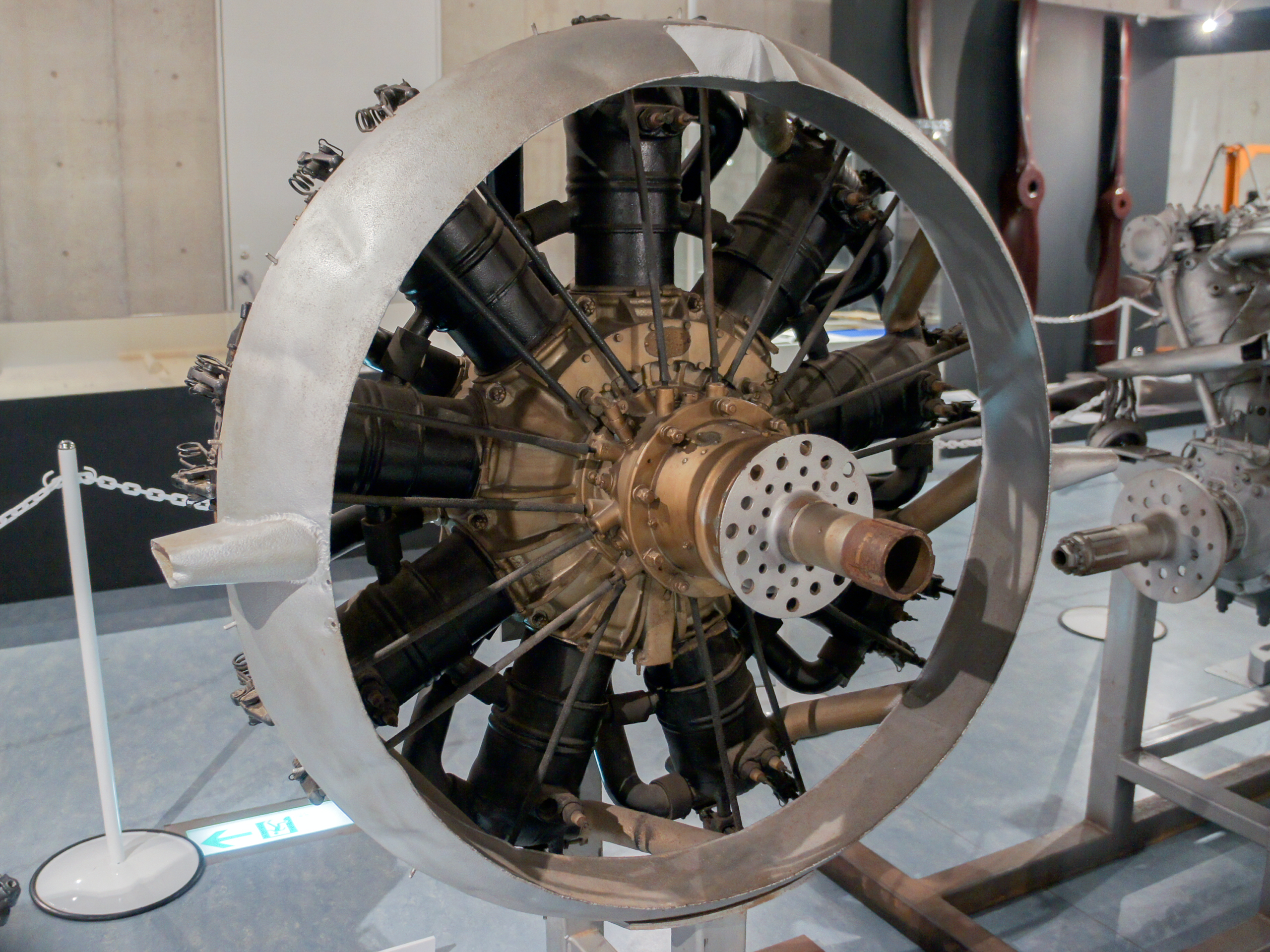
Un motore 9Z, montato nell'aereo Salmson 2 del 1918

Durante la guerra, la Salmson ebbe modo di far evolvere ulteriormente i propri motori aeronautici e inoltre passò in breve tempo dalla produzione dei soli motori a quella di velivoli completi. Il primo velivolo completo prodotto dalla Salmson nel corso della Grande Guerra fu noto con la sigla SM-1 e nacque da un progetto dell'ingegnere René Moineau. Il suo motore erogava a quel punto ben 250 CV, oltre il doppio del motore radiale Salmson-Canton-Unné messo a punto nel 1913. Per migliorare le prestazioni di questo aereo, all'inizio del 1918 ne venne prodotta anche una versione bimotore, ma già i prototipi denunciarono altri problemi di prestazioni e affidabilità, ragion per cui non si arrivò mai alla produzione in serie. Assieme a questo prototipo venne invece prodotto in serie il Salmson 2, un aereo biplano equipaggiato con un motore 9Z, sempre di produzione Salmson e in grado di erogare 230 CV di potenza massima. A differenza degli aerei appena descritti, questo incontrò i favori dell'aeronautica francese dell'epoca per merito della particolare affidabilità del motore. A tal punto che diversi esemplari del Salmson 2 vennero riconvertiti per uso civile al termine del conflitto. Purtroppo, durante la prima guerra mondiale si ebbe anche la scomparsa di Émile Salmson, avvenuta il 21 dicembre 1917. Ciò comportò come conseguenza che i figli, già dirigenti dell'azienda, ne abbandonarono gradualmente la guida. Fu l'ingegnere Jean Heinrich a rilevare per intero la Salmson e a guidarla fino ad alcuni anni dopo la seconda guerra mondiale. Oltre agli aerei e ai motori già citati, vanno menzionati anche i modelli AD 3, AD 9 e Z 9, oggi ancora noti presso gli appassionati di storia dell'aeronautica. Ma inevitabilmente, con la fine del conflitto, l'attività produttiva in campo aeronautico subì un brusco rallentamento. Nel 1930, la Salmson aprì una sua filiale in Gran Bretagna, filiale che poi divenne autonoma con il nome di British Salmson, e si occupò anche di produzione automobilistica. Attualmente la Salmson opera ancora nel settore aeronautico, ma limitandosi a semplici componenti meccaniche.

### Produzione automobilistica

#### Produzione di serie negli anni venti

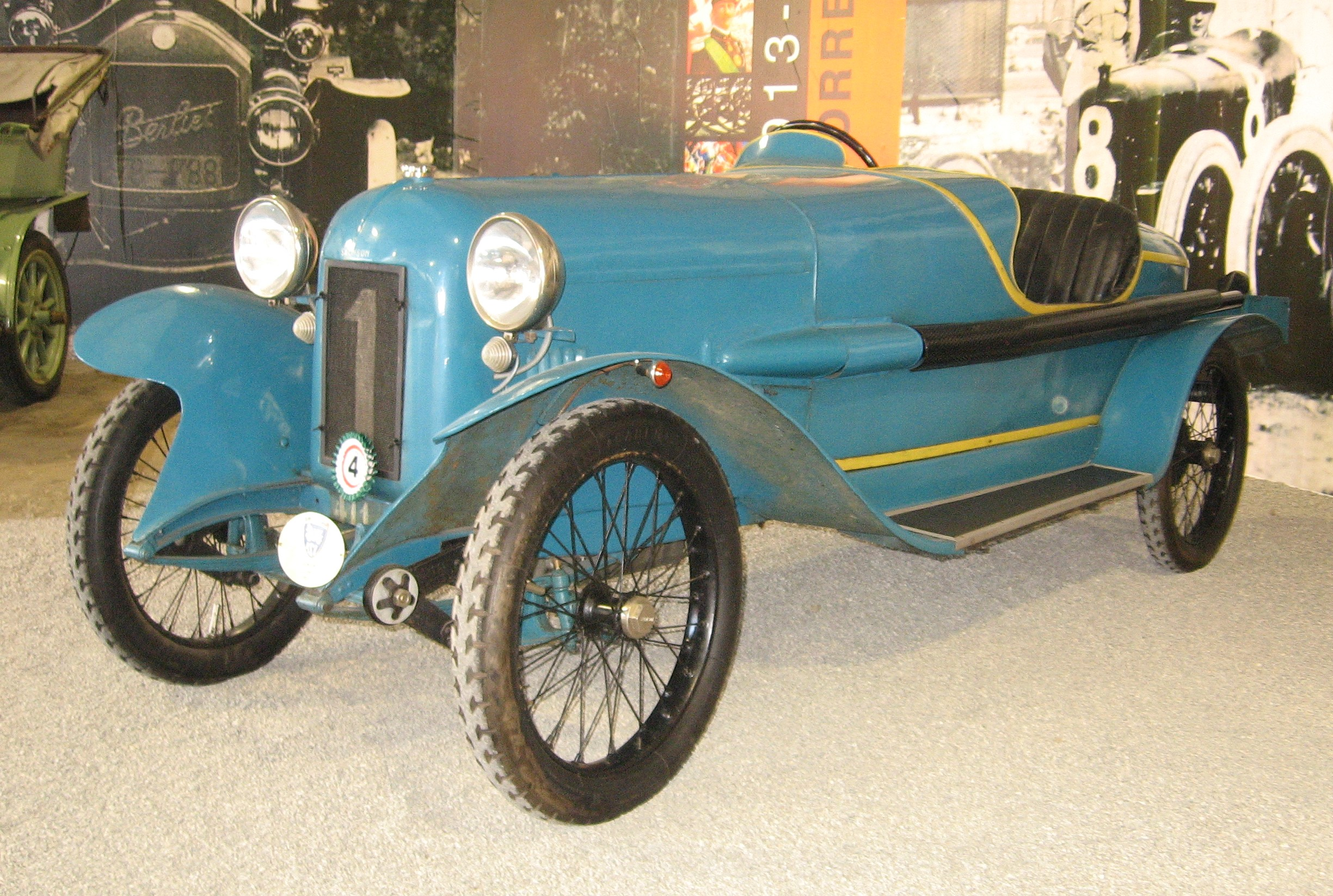
Una Salmson della serie AL

Al termine del conflitto, la divisione aeronautica della Salmson vide quasi arrestarsi il flusso di ordinazioni relative ai motori stellari utilizzati sui velivoli. Pertanto decise di puntare sulle automobili, che già da diversi anni si stavano rivelando uno sbocco commerciale pieno di possibilità. Come responsabile dell'ufficio progettazione venne nominato Émile Petit, un ingegnere di gran talento, che avrebbe contribuito ampiamente alla reputazione della Salmson in campo automobilistico durante gli anni venti e trenta del secolo scorso. Per avviare la produzione automobilistica si rese necessaria una base di partenza: la Salmson individuò tale base nell'acquisto di una licenza di produzione di un modello di piccola cilindrata dell'azienda inglese GN. Si trattava in pratica di una cyclecar, come venivano definite all'epoca quelle vetturette leggere dagli allestimenti semplificati e dalle prestazioni relativamente brillanti in rapporto ad altri modelli di pari cilindrata. Fu così che dopo il primo modello, derivato direttamente dalla produzione GN e commercializzato fra il 1919 e il 1920, l'ingegnere Émile Petit progettò e realizzò nel 1922 la prima vettura marchiata Salmson, vale a dire la AL, una vettura dalla quale, nel corso di quello stesso decennio si sarebbero sviluppate successive evoluzioni, emancipandosi via via dall'immagine di economica vettura spartana per assumere gradualmente le caratteristiche di una vettura più completa. La AL3 fu la più famosa di questa serie di vetture in quanto diede modo alla casa francese di farsi conoscere anche in ambito sportivo, dove si rivelò la sola vettura in grado di battere regolarmente le temibili Amilcar, le sue più dirette concorrenti assieme alle altrettanto coriacee Bugatti Tipo 13. Altra evoluzione della AL3 fu la VAL3, prodotta in quattro serie dal 1923 al 1929.

#### Attività sportiva

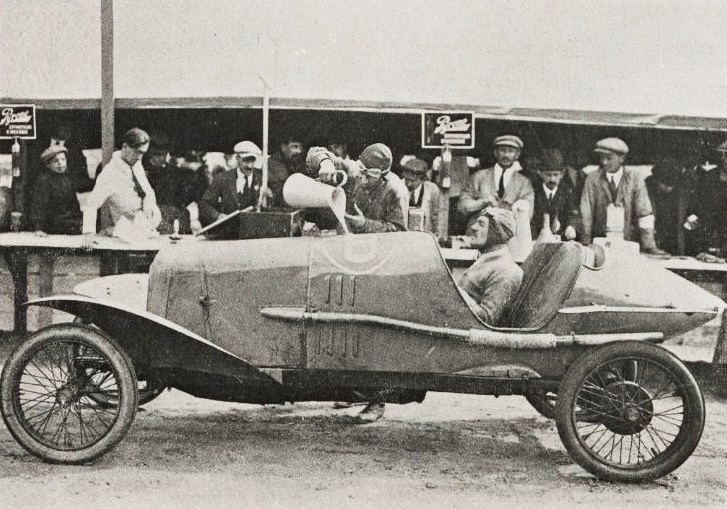
Una delle primissime Salmson AL con André Lombard al volante

Vale quindi la pena soffermarsi sull'attività sportiva della Salmson, particolarmente fervida durante gli anni 1920. Nelle prime manifestazioni vennero impiegati esemplari delle primissime Salmson su base GN, ma la parte del leone la fecero le Salmson AL3 appositamente preparate: in alcuni casi queste vetture montavano un motore dotato di testata bialbero, mentre in altri casi si arrivava addirittura alla sovralimentazione mediante compressore volumetrico Cozette. Meritano particolare attenzione le versioni denominate San Sebastian, in quanto oltre al compressore volumetrico montavano anche la distribuzione a comando desmodromico. L'apice dell'evoluzione tecnologica della Salmson nell'automobilismo sportivo si ebbe nel 1928, quando realizzò un motore a 8 cilindri in linea da 1,1 litri con compressore volumetrico, testata bialbero e comando desmodromico delle valvole, per una potenza massima di 140 CV a 7000 giri/min. Nel corso degli anni 1920, la Salmson riuscì a costruirsi una rispettabile nomea grazie alle prestigiose vittorie ottenute in molti tracciati, anche fuori dalla Francia. Già nel 1921, al Grand Prix automobile de l'U.M.F. tenutosi a Montlhéry, André Lombard trionfò su Salmson AL. L'anno seguente fu Robert Benoist a trionfare nella stessa gara, seguito da un'altra Salmson pilotata da Lucien Desvaux. Altro terreno di conquiste per la Salmson fu il Grand Prix du M.C.F., una competizione riservata alle cyclecar e che durante quel decennio vide ben sei vittorie ottenute dalla casa di Billancourt. E ancora vanno senz'altro citate le quattro partecipazioni alla 24 Ore di Le Mans, delle quali quella dagli esiti più notevoli fu datata 1927: al termine di questa edizione della maratona della Sarthe, la vettura pilotata a turno da André de Victor e Jena Hasley conquistò la vittoria di classe e il secondo posto assoluto. Notevole anche l'esito del Gran Premio di Francia del 1928, che vide il secondo posto assoluto della Salmson di André Rousseau dietro nientemeno che una Bugatti Tipo 35. Queste sono state solo alcune delle numerose gare a cui la Salmson partecipò.
La casa di Billancourt non brillò solo per i risultati in sé stessi, ma anche in quanto fece da trampolino di lancio per piloti destinati a lasciare un segno nella storia dell'automobilismo sportivo. Tra questi il già citato Robert Benoist, che in seguito correrà per costruttori come la Delage, la Bugatti e persino l'Alfa Romeo. Anche Luigi Fagioli fece il suo esordio come pilota automobilistico al volante di una Salmson: dopo i primi risultati incerti, raggiunse la vittoria di classe e il quarto posto assoluto alla Coppa della Perugina del 1926. Anche Fagioli ebbe un futuro brillante andando a correre tra l'altro per Maserati, Alfa Romeo, Mercedes-Benz e Auto Union. Con l'Alfa Romeo, fra l'altro, partecipò nel dopoguerra anche alle prime due edizioni del campionato mondiale di Formula 1 (1950 e 1951), conquistando il terzo posto al termine della prima stagione.

#### Gli anni 1930 e le gran turismo Salmson

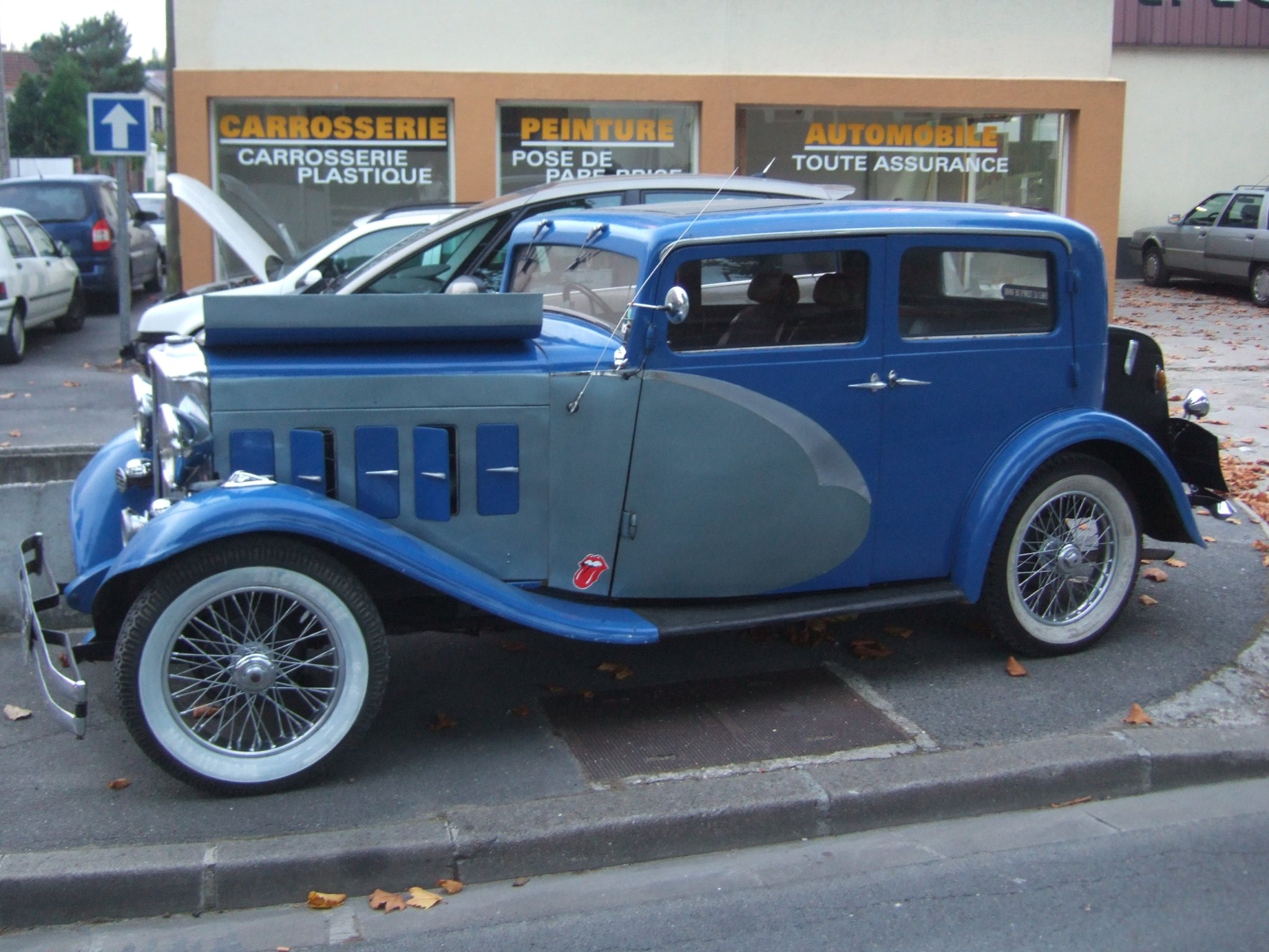
Una Salmson S4C

Quando alla fine degli anni venti gli autocicli andarono rapidamente perdendo quota nelle vendite, la produzione della Salmson si spostò verso segmenti di mercato differenti, costituiti da modelli di fascia più alta o comunque più completi e meno semplificati. Al Salone di Parigi del 1928 venne così presentata la S6, vettura con motore a 6 cilindri sostituita in breve tempo dalla S4, una vettura prodotta in più serie, differenti per carrozzerie, motorizzazioni e passo. Si partì da un motore da 1,3 litri, questa volta frazionato in 4 cilindri e con potenza massima di 30 CV, per arrivare a motori da 1,7 litri e infine addirittura da 2,3 litri nel periodo compreso fra il 1938 e il 1939. A quel punto però, le vetture non avevano più nulla a che vedere né con le primissime S4 del 1929, né tantomeno con le spartane cyclecar di quasi vent'anni prima. Si trattava invece di comode, veloci e confortevoli vetture con vocazione stradista, antenate del concetto di "gran turismo" (assieme a molti altri modelli di molti altri costruttori europei) che sarebbe entrato nel vocabolario automobilistico alcuni decenni dopo. La S4 e le sue successive evoluzioni furono apprezzate dalla clientela per le loro doti di maneggevolezza e tenuta di strada. Purtroppo le tensioni sociali innescatesi in Francia durante la seconda metà degli anni 1930, si ripercossero negativamente su un'azienda come la Salmson, legata ancora ai sistemi di produzione artigianali. I nuovi contratti sindacali entrati in vigore imposero il passaggio alla produzione in massa su catena di montaggio, un passaggio a cui la Salmson non era ancora pronta sul piano organizzativo, mentre lo erano alcune concorrenti, prima fra tutte la Citroën. Molte case concorrenti erano passate alla scocca in acciaio, mentre la Salmson utilizzava ancora scocche in legno; inoltre l'artigianalità della produzione Salmson si ripercosse negativamente sul prezzo finale al pubblico a causa dell'elevata manodopera necessaria per ogni esemplare. Lo scoppio della seconda guerra mondiale impose uno stop ancor più deciso alla produzione della casa di Billancourt. Neppure la ripresa della produzione aeronautica trovò consensi da parte del governo francese in quanto anche i velivoli di produzione Salmson non erano stati più sufficientemente aggiornati e risultavano quindi tecnicamente obsoleti.

#### Il dopoguerra e la fine del marchio
La cessazione della seconda guerra mondiale vide la Salmson a terra: in quanto costruttore aeronautico, oltre che automobilistico, vide i suoi stabilimenti di Billancourt distrutti dai bombardamenti dell'aviazione tedesca. Oltre a ciò, la Salmson si trovò ancora alle prese con i problemi organizzativi, rimasti insoluti, del passaggio alla produzione in massa. Come anche per molti altri costruttori europei, la produzione venne avviata lentamente riproponendo modelli d'anteguerra, ovviamente non prima di aver ripristinato almeno in parte le strutture operative. La S4-61 era un modello già presente in listino fin dalla fine del 1938. Fu questo uno dei modelli Salmson a essere riproposto in gamma dopo la guerra. Si trattava di una delle ultime evoluzioni della gamma S4 e che montava un motore da 1,7 litri. Assieme alla S461, tornò a essere prodotta anche la S4E con motore da 2,3 litri. Ma oramai i tempi erano cambiati e così anche le esigenze e i gusti della gente: la priorità andava alla ricostruzione di un Paese in ginocchio, chi poteva permetterselo optava per vetture economiche (da cui il successo di piccoli modelli come la Renault 4CV o la Citroën 2CV) e solo in pochi potevano ambire a modelli di segmenti superiori. Per questo nel 1950 fu introdotta una nuova vettura, la G72 Randonnée, tanto affascinante nel design della carrozzeria quanto superata nella meccanica. L'arrivo della 2300 Sport portò una ventata di freschezza dal punto di vista meccanico nelle qualità della gamma Salmson d'inizio anni cinquanta. Entrambi i modelli, però, furono prodotti in pochi esemplari: a poco servirono i successi in campo sportivo che miravano a ricostruire attorno alla Salmson l'antica aura di gloria che l'aveva ammantata vent'anni prima. L'ingegner Jean Heinrich, che oltre trent'anni prima aveva rilevato la Salmson alla morte del suo fondatore, nel 1952 venne destituito e la guida dell'azienda venne assunta da Jacques Bernard, già presidente della Bernard Moteurs. Si cercò di reindirizzare l'azienda verso una produzione di mezzi agricoli, ma ormai la situazione si era fatta insostenibile sotto tutti i punti di vista. Nel 1957, la Salmson fu assorbita dall'altra casa di Billancourt, ossia la Renault.

### Principali autovetture Salmson

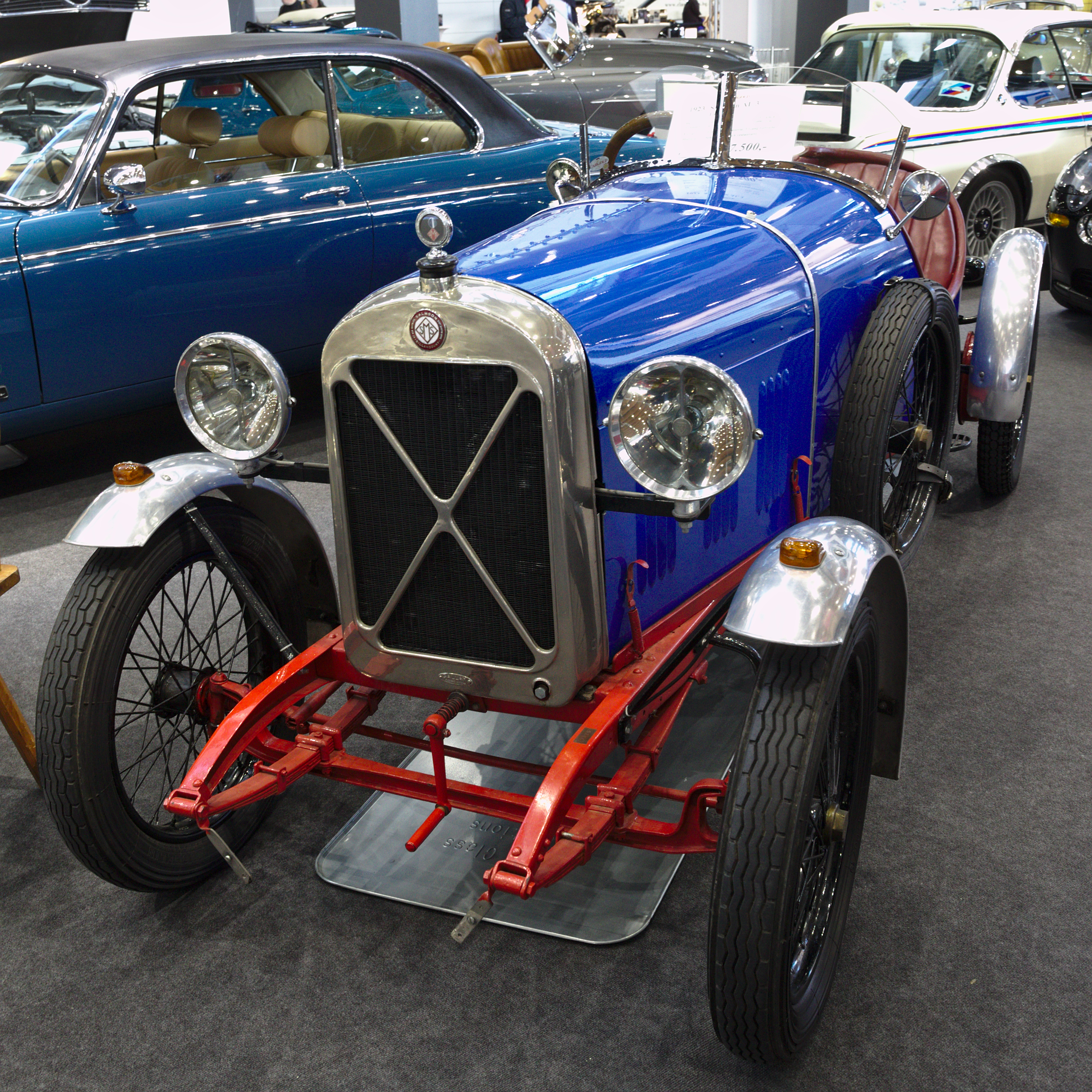
Salmson AL3

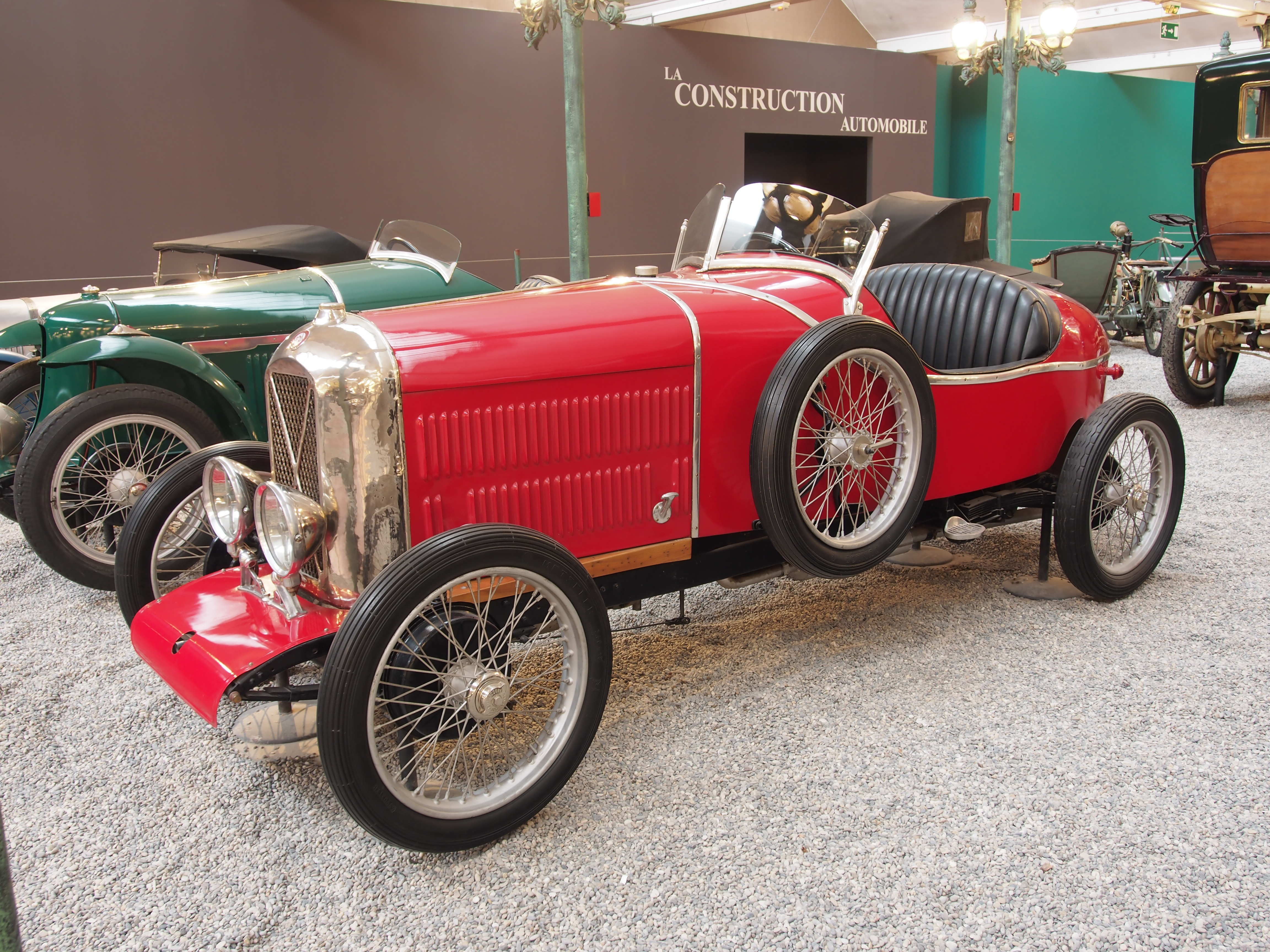
Salmson VAL3 del 1928

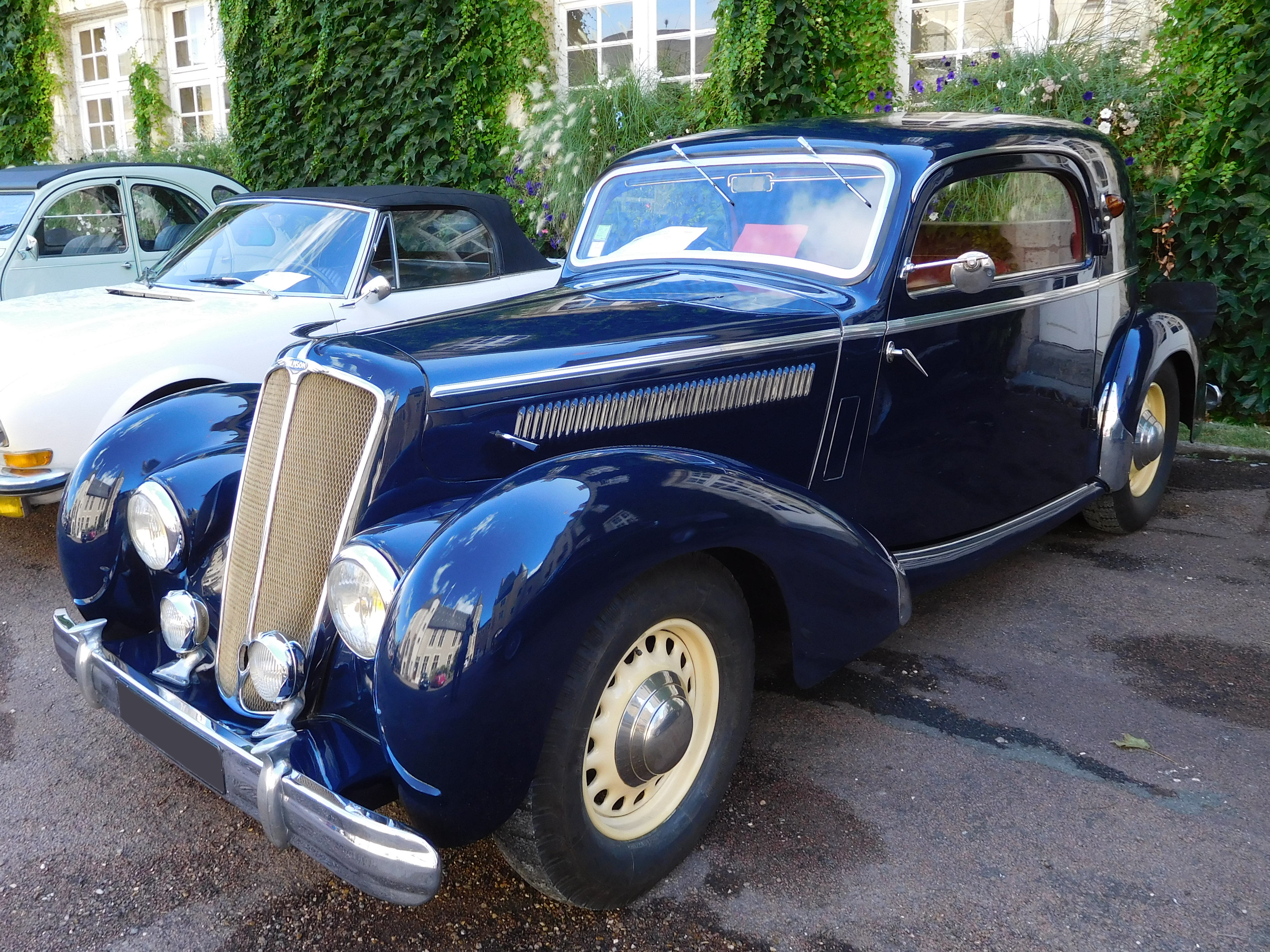
Salmson S4-61

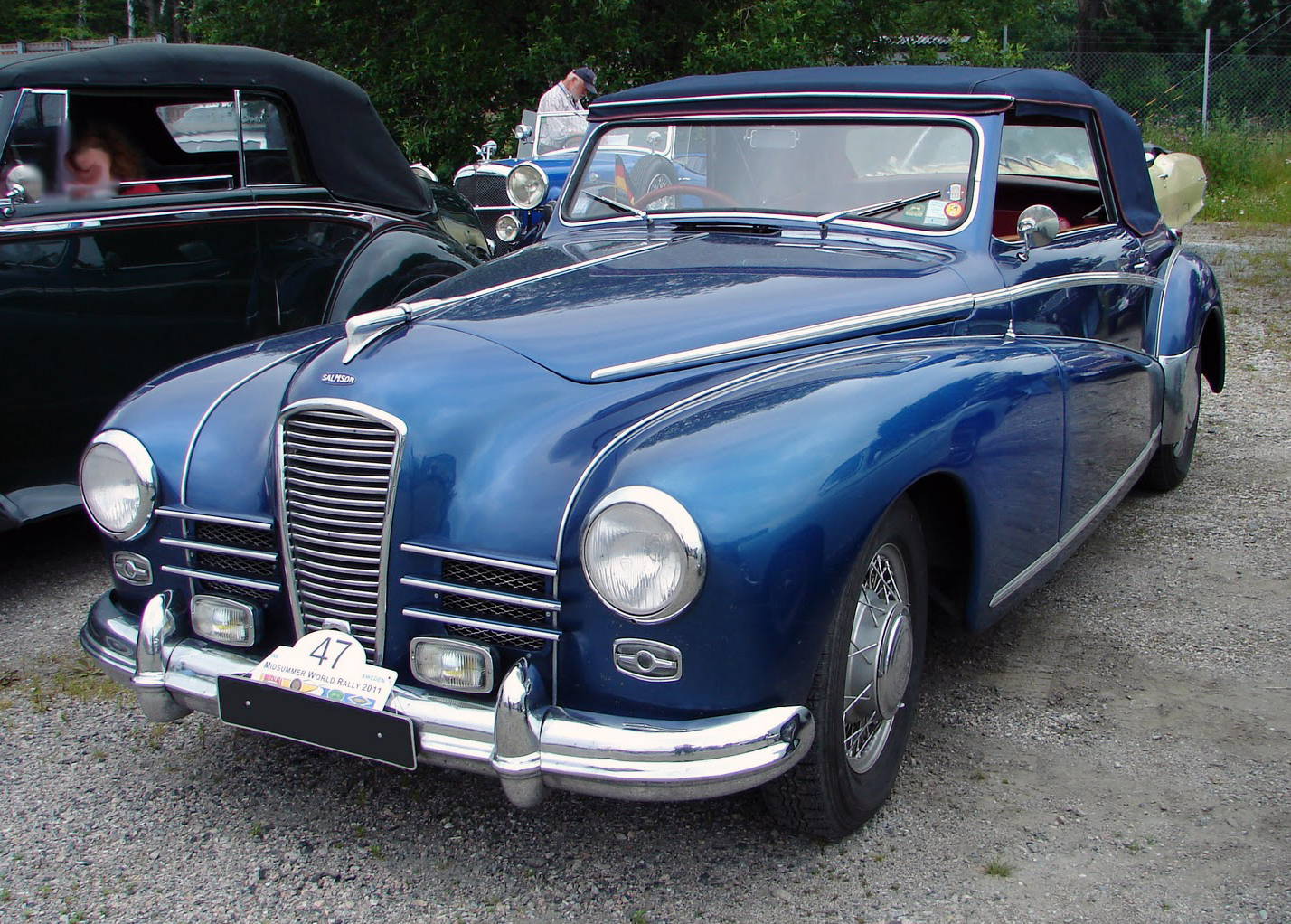
Salmson G72 Randonnée

- AL3: primo modello Salmson, inizialmente aveva tutte le caratteristiche di una cyclecar, e quindi estrema semplicità costruttiva, assenza del differenziale, ritenuto superfluo per la stretta carreggiata di 1070 mm, freni solo posteriori, ecc. Ma nel corso della sua produzione subì tante e tali evoluzioni da finire via via con il perdere tali caratteristiche per assumere le sembianze di una vettura di fascia medio-bassa, dalla dotazione più completa, come per esempio i freni a tamburo sui due assi. In ogni caso, invariata fu la meccanica, costituita da un motore a 4 cilindri da 1086 cm³, in grado di erogare una potenza massima di 18 CV a 2600 giri/min (o 24 CV nelle versioni più spinte). Nelle versioni denominate Grand Prix Special e San Sebastian venne anche dotato di compressore. Il cambio era inizialmente a 3 marce, per poi divenire a 4 marce nelle versioni successive. Fu tolta di produzione nel 1928.
- VAL3: evoluzione della AL3, venne impiegata principalmente in campo agonistico: il suo motore sempre da 1,1 litri raggiungeva una potenza massima di 38 CV nelle versioni meno spinte. Ne vennero prodotte quattro serie a partire dal 1923.
- S6: fu l'unica vettura a 6 cilindri della Salmson. Il motore aveva una cilindrata di 1640 cm3, con distribuzione bialbero in testa e potenza massima di 48 CV. Questo modello, tecnicamente molto raffinato, ebbe come unico grosso neo il prezzo molto elevato: i 50.000 franchi richiesti per tale modello ponevano la S6 nella stessa fascia di prezzo di modelli più prestigiosi, come Hotchkiss, Delage o Bugatti con motori intorno ai 3 litri[3]. La S6, destinata a essere l'unica Salmson di serie con motore a 6 cilindri, si rivelò pertanto un fiasco e venne rapidamente tolta di produzione.
- S4: maggior successo arrise invece alla S4, lanciata nel 1929 e proposta in diverse carrozzerie. La S4 fu la capostipite di una catena evolutiva durata fino a oltre il secondo conflitto mondiale. Era equipaggiata con un 4 cilindri da 1,3 litri in grado di erogare 30 CV a 3000 giri/min, offriva prestazioni di tutto rispetto per l'epoca e fu apprezzata anche per le sue doti di tenuta di strada e per la sua affidabilità. La prima versione fu tolta di produzione nel 1932.
- S4C: lanciata nel 1933, derivava dalla prima S4, dalla quale si differenziava per il passo più lungo e in generale per le sue dimensioni superiori. Grazie anche al nuovo motore da 1465 cm3, la S4C andava a posizionarsi in una fascia superiore a quella occupata dalla S4. Inoltre, la S4C fu una delle prime auto francesi a montare il cambio elettromagnetico Cotal[4]. La S4C fu prodotta anche in Inghilterra dalla British Salmson tra il 1934 e il 1936, con i nomi di 12/50 e 12/70. La S4C fu tolta di produzione nel 1936 anche in Francia: la sua meccanica però sopravviverà anche in altri modelli seguenti, fino alla vigilia degli anni cinquanta.
- S4D: fu lanciata nel 1934 e costituì un'evoluzione ancor più verso l'alto rispetto alla contemporanea S4C. Il suo motore era infatti un 4 cilindri da 1,6 litri, in grado di erogare circa 47 CV. Esteticamente proponeva una nuova calandra non più verticale, ma inclinata all'indietro. In generale, la S4D proponeva soluzioni tecniche ed estetiche più moderne, come le sospensioni a ruote indipendenti e la possibilità di scegliere tra diverse varianti di carrozzeria, fra cui un'inedita ed elegante berlina aerodinamica. Fu commercializzata fino al 1939.
- S4DA: nuova evoluzione della serie S4, si poneva sopra la S4D: fu lanciata nel 1936 e montava un motore da 1,7 litri. Anche la S4DA fu tolta di produzione nel 1939.
- S4-61: meccanicamente identica alla S4DA, era proposta in tre varianti di carrozzeria: berlina, coupé e cabriolet. Fu commercializzata tra il 1938 e il 1939.
- S4E: pur appartenendo alla serie S4, in pratica non aveva più nulla in comune con la prima S4. Si trattava infatti di una grossa vettura di fascia alta, che montava un motore a 4 cilindri da 2320 cm³, in grado di erogare 85 CV a 3400 giri/min. Fra gli altri contenuti tecnici vanno senz'altro ricordati i freni idraulici e l'accensione a spinterogeno. L'arrivo della guerra ne interruppe la produzione, che però fu ripresa nei primi cinque anni dopo il conflitto.
- G72 Randonnée: era una berlina dalle morbide linee molto profilate che riprendeva la meccanica della S4E. Fu proposta nel 1951, ma fu presto pensionata a causa dello scarso successo.
- 2300 Sport: questa coupé fu l'ultimo modello della Salmson. Era una vettura sportiveggiante d'alta fascia equipaggiata da una versione rinfrescata del vecchio motore da 2,3 litri montato fin dalla S4E di quindici anni prima. In questa configurazione, tale motore arrivava a erogare 105 CV di potenza massima. La 2300 fu prodotta fino al 1957, anno di chiusura per la divisione automobilistica della Salmson. Nel tentativo di raccogliere consensi presso la clientela, alcuni esemplari vennero destinati alle competizioni, fra l'altro con ottimi risultati, come ad esempio la vittoria alla Coppa delle Alpi nel 1954 oppure la vittoria alla 24 Ore di Le Mans del 1957 in categoria GT.